# Spartidium saharae
Spartidium es un género monotípico de plantas con flores perteneciente a la familia Fabaceae. Su única especie: Spartidium saharae, es originaria del norte de África donde se encuentra en las Estepas y bosques nord-saharianos en Túnez y Argelia. 

## Taxonomía
El género fue descrito por (Coss. & Durieu) Pomel y publicado en Nouveau Materiaux pour la Flore Atlantique 173. 1874.
Sinonimia
- Genista saharae Coss. & Durieu[2]